# Quentin Ngakoutou
Quentin Ngakoutou-Yapende (Bangui, 1994. május 10. –) közép-afrikai labdarúgó, a francia JA Drancy csatára. Rendelkezik francia állampolgársággal is.

## Pályafutása

### A válogatottban
Ngakoutou a Közép-afrikai Köztársaságban született, közép-afrikai apa és gaboni anya gyermekeként, és fiatalon Franciaországba költözött. Ezután a francia ifjúsági válogatottak (U16 és U17) játékosa volt. 24 évesen, 2018 szeptemberében mutatkozott be szülőhazája, a Közép-afrikai Köztársaság válogatottjában a 2019-es afrikai nemzetek kupája selejtező mérkőzésén Guinea ellen.